# Horten Ho 229
L'Horten Ho IX, identificato in base al sistema di designazione RLM Horten Ho 229 e spesso erroneamente citato anche come Gotha Go 229 dall'azienda costruttrice, era un aereo multiruolo progettato dai fratelli Reimar Horten e Walter Horten per conto dell'azienda aeronautica tedesca Horten-Flugzeuge nei primi anni quaranta.
Era caratterizzato dall'impostazione tutt'ala tipica dei fratelli Horten e dalla innovativa propulsione a reazione.

## Storia del progetto
Nei primi anni trenta, alcuni progettisti tedeschi si interessarono della configurazione tutt'ala come metodo per migliorare le prestazioni dei loro alianti, tra questi i fratelli Reimar e Walter Horten. Il governo tedesco stava fondando molti club di alianti, perché all'epoca gli era proibita la costruzione di aerei militari dal Trattato di Versailles stipulato dopo la prima guerra mondiale. La configurazione tutt'ala rimuove tutte le superfici "non necessarie" e, almeno in teoria, riduce l'attrito con l'aria al minimo possibile. Quindi una configurazione ad ala volante permette, a parità di prestazioni, di costruire degli alianti con ali più corte e quindi più robuste, senza l'attrito causato dalla fusoliera.
Nel 1943, il Reichsmarschall Hermann Göring promosse la cosiddetta richiesta 3x1000 per produrre un bombardiere che fosse in grado di trasportare un carico di 1 000 kg a una distanza di 1 000 km e a una velocità di 1 000 km/h. I bombardieri tedeschi convenzionali potevano raggiungere i centri di comando alleati in Gran Bretagna, ma stavano accusando disastrose perdite da parte dei caccia alleati. All'epoca semplicemente non si conosceva alcun modo per raggiungere questi obiettivi: il nuovissimo motore a reazione Junkers Jumo 004B poteva fornire la velocità necessaria, ma era troppo assetato di combustibile.
Gli Horten erano convinti che il loro progetto di ala volante a basso attrito potesse soddisfare gli obiettivi richiesti. Allora proposero al governo il loro progetto personale (e gelosamente custodito): l'Ho IX, come punto di partenza per il bombardiere. Il ministro dell'aria del governo (Reichsluftfahrtministerium) approvò la proposta degli Horten, ma ordinò l'aggiunta di due cannoni da 30 mm, perché riteneva che l'aereo avrebbe potuto essere utile anche come caccia, vista la sua velocità di punta stimata, che era molto più elevata di qualsiasi altro aereo alleato.
Il primo Ho IX V1, che era un aliante senza motore, volò il 1º settembre 1944. A questo seguì nel dicembre 1944 l'Ho IX V2, che era spinto da uno Junkers Jumo 004 (il progetto originale prevedeva l'impiego del più potente BMW 003, ma al momento questo propulsore era praticamente irreperibile). Göring credeva nel progetto e ordinò una serie di 40 aerei di produzione alla Gotha con la designazione Ho 229 del RLM (ministero dell'aria tedesco) prima ancora che avesse volato il prototipo motorizzato. Il programma non fu fermato nemmeno il 18 febbraio 1945, quando l'unico Ho IX V2 precipitò a terra a causa dell'esplosione di un motore dopo soltanto due ore di volo: infatti, vennero ordinati altri prototipi e 20 aerei di pre-produzione. Il 12 marzo 1945, l'Ho 229 venne incluso nel Programma Jägernot per una produzione accelerata di Wunderwaffen a basso costo.
Caratterizzato da un'impostazione innovativa ed anticonvenzionale, riproponeva l'aspetto dei velivoli tutt'ala progettati dai fratelli Horten, venendo sviluppato inizialmente dalla Horten-Flugzeugen e poi dalla Gothaer Waggonfabrik, l'unica delle due che riuscì a completare i soli tre esemplari, non riuscendo però a superare la fase di prototipo. Pur realizzato essenzialmente con materiali non strategici, in legno e compensato, adottò per la sua ricopertura una speciale vernice in grado di assorbire le onde radio, cosa che, unitamente alla forma, ne riduceva l'individuabilità da parte dei sistemi di avvistamento radar dell'epoca, anticipando molte delle soluzioni adottate per il bombardiere stealth Northrop Grumman B-2 Spirit. Fortemente appoggiato dal Reichmaresciallo Hermann Göring, fu l'unico modello che riuscì ad avvicinarsi alle esigenti specifiche emesse dal Reichsluftfahrtministerium (RLM) per il "Progetto 3000".
Destinato ai reparti della Luftwaffe, grazie alle elevate prestazioni previste, una velocità stimata di 1 024 km/h ed una quota di tangenza superiore ai 15 000 metri, l'Ho 229 sarebbe stato un avversario assai temibile per le forze aeree alleate.
Durante gli ultimi atti della guerra, l'esercito statunitense diede il via all'Operazione Paperclip, che era uno sforzo da parte delle varie agenzie di Intelligence per impossessarsi delle ricerche tedesche su armi avanzate, ed impedire che cadessero in mano alle truppe sovietiche. Un veleggiatore Horten e l'Ho 229 V3, che era quasi completamente assemblato, vennero protetti e inviati alla Northrop Corporation negli Stati Uniti perché fossero sottoposti a dei test. Fu scelta la Northrop a causa della sua esperienza con le ali volanti, dato che Jack Northrop aveva iniziato a costruire aerei tutt'ala a partire dal Northrop N-1M del 1939.

## Tecnica

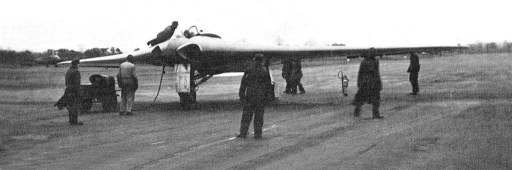
Il velivolo al termine di una prova di volo da parte del personale USAAF.

L'Ho 229 era di costruzione mista, con sezione centrale in tubi d'acciaio saldati e superfici alari principalmente in legno. Le ali erano fatte con due sottili pannelli in compensato incollati con una mistura contenente tra l'altro segatura e polvere di carbone. Se queste scelte furono fatte per migliorare la caratteristica stealth (ovvero l'invisibilità ai radar), la protezione al fuoco nemico, o semplicemente perché alla fine della guerra la Germania aveva carenza di metalli e gli Horten avevano necessità di rinforzare il compensato per il volo transonico, è ancora motivo di dibattiti. Il controllo del velivolo era affidato agli elevoni e agli spoiler. L'aereo utilizzava un carrello di atterraggio triciclo retrattile, e aveva un paracadute per rallentare in fase di atterraggio. Il pilota sedeva su un primitivo sedile eiettabile.
Nel corso del tempo diversi velivoli aventi linea simile sono stati sviluppati dalla Northrop come il Northrop YB-35, il Northrop YB-49 e il Northrop-Grumman B-2 Spirit.

## Versioni

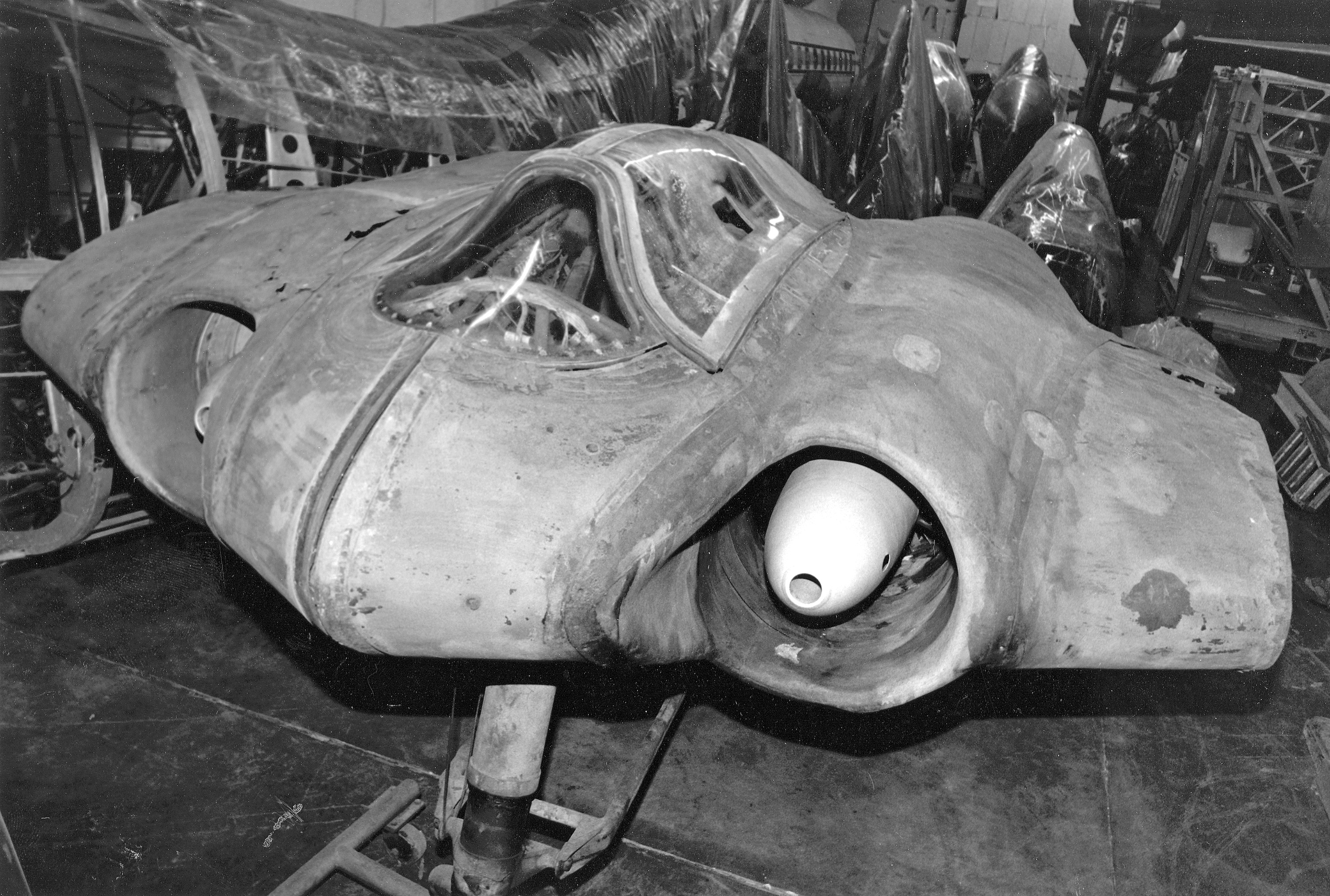
L'Ho 229 V3 presso il National Air and Space Museum's Paul E. Garber Facility

H.IX V1
Primo prototipo, aliante senza motore, un esemplare costruito e portato in volo.
H.IX V2
Primo prototipo motorizzato, equipaggiato con due motori turbogetto Junkers Jumo 004B, un esemplare costruito e portato in volo.
Sviluppi Gothaer Waggonfabrik:
Ho 229 V3
sviluppo, revisione delle prese d'aria e spostamento in avanti dei due motori per correggere il bilanciamento longitudinale; un esemplare in costruzione catturato dagli alleati.
Ho 229 V4
prototipo della versione pianificata da caccia ognitempo biposto; in fase di costruzione a Friedrichroda, non fu realizzata altro che la sezione centrale tubolare della cellula.
Ho 229 V5
prototipo della versione pianificata da caccia ognitempo biposto; in fase di costruzione a Friedrichroda, non fu realizzata altro che la sezione centrale tubolare della cellula.
Ho 229 V6
prototipo, versione definitiva caccia monoposto; realizzato un mock-up in fase di costruzione a Ilmenau.
Sviluppi Horten-Flugzeugen:
H.IXb (identificati anche come V6 e V7 dalla Horten)
progetti per le pianificate versioni di addestratore biposto o caccia notturno, mai costruito.
Ho 229A-0
solo progetto, versione semplificata destinata alla produzione in serie in tempi ridotti, basato sulla versione Ho 229 V6, mai costruito.

## Esemplari attualmente esistenti

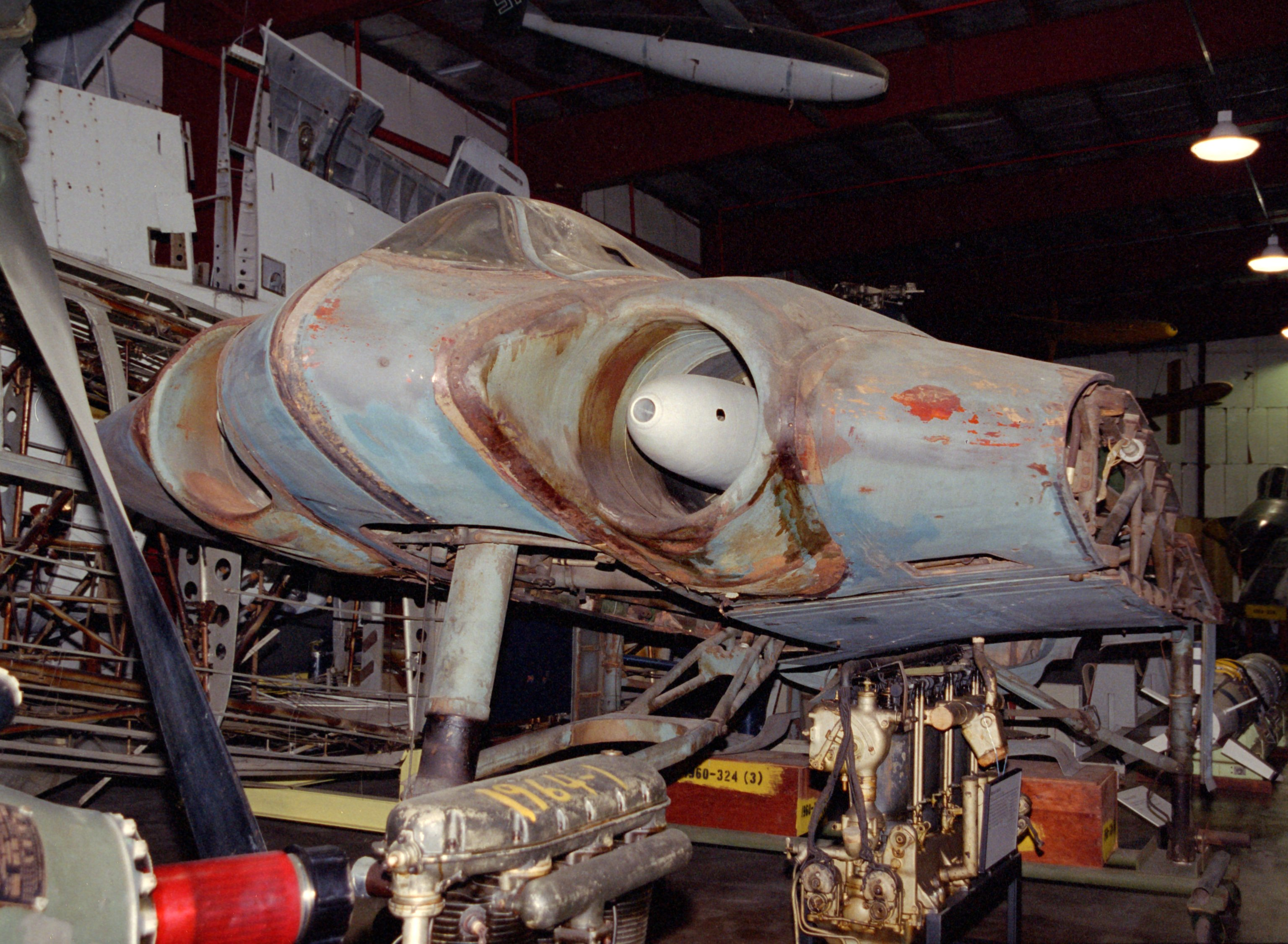
Parte frontale dell'Horten Ho 229 conservato al museo Smithsonian.

L'unico Ho 229 sopravvissuto, il V3, è conservato al National Air and Space Museum Paul E. Garber Restoration Facility di Suitland, nel Maryland. Attualmente non è esposto al pubblico. Alcuni aerei fortemente danneggiati, trovati nelle catene di montaggio, furono distrutti dalle truppe americane per impedire che fossero raccolti dalle avanzanti forze sovietiche. L'Ho 229 venne portato via dall'VIII Corpo della Terza Armata del generale Patton.